# Cenél nEógain
 (juin 2024).
Cenél nEógain est le nom des descendants d'Eoghan mac Néill, le fils de Niall Noígiallach ancêtre des Uí Néill, qui fonda au Ve siècle en Ulster le royaume d'Ailech. Ce royaume s'étendait approximativement sur l'actuel comté de Tyrone, et sur certaines parties des comtés de Londonderry, de Donegal, de Fermanagh, de Monaghan et d'Armagh.
En 1020, les Cenél nEógain furent pourchassés par le haut-roi Mael Seachlainn II Mór à travers le Sliab Fuait.

## Arbre généalogique
```
   
Fergal mac Máele Dúin

   |
   |___________________
   |                  |
   |                  | 
   
Áed Allán
      
Niall Frossach

   |                  |
   |                  |
   
Mael Duin
      
Áed Oirdnide

   |                  |
   |                  |____________________________________________ 
   
Murchad
            |                                           | 
                      |                                           |
                   
Niall Caille
                               
Mael Duin

                      |                                           |   
    __________________|_______________________                    |
    |                                        |                    
Murchad

    |                                        |                    |
    
Áed Findliath
                        Flaithbertach            |
    |                                        |                    
Flaithbertach
 
    |___________________                     | 
    |                 |                      Ualgarg 
    |                 |                      | 
    
Domnall
       
Niall Glúndub
       
Aed Ua hUalgairg

    |                    (voir plus bas)         
    |
    |__________________________________________________
    |          |                 |                   |
    |          |                 |                   |
    Conchobar  
Fergal
        
Flaithbertach
         Flann
    |          |                                     |  
    |          x                                     |
    |          |                             Mael Ruanaid  
    |  
Murchad Glun re Lar
                 | 
    |                                           |
    |                                Mael Sechnaill
    |________________________           | 
    |               |      |            |______________
    |               |      |            |             |
    Flaithbertach   Tadg   Conn         |             |
                                        
Niall
     Lochlainn
                                        |
                    ____________________|___
                    |            |         | 
                    |            |         | 
                 
Domnall
        
Aed
     
Donnchad
```

```
   
Niall Glúndub

   |
   |_________________________________________________
   |                                                |
   |                                                | 
   
Muirchertach mac Neill
                        Conaig
   |                                                |
   |______________________                          |
   |                    |                           Domnall
   |                    |                           |
   
Flaithbhertach
   
Domhall mac Muircheartach
       | 
                        |                           
Fergal

   _____________________|_________________________________
   |                    |                                |
   |                    |                                |
   Muiredach        
Áed mac Domnaill Ua Néill
     Muirchertach
   |                                                     |
   |                                                     |
  
Meic Lochlann
                      
Flaithbertach Ua Néill

                                              |    
                                              |
                                    
Áed mac Flaithbertaig 

                                    |
                                    5 générations ? 
[
2
]

                                    |
                                    
Áed In Macáem Toinlesc Ua Neill

                                    |
                     _______________|______________
                     |                            |
                     |                            |
                     
Áed Méith
                Niall Ruad
                    (descendance)                  (descendance)
```

Les rois sont en italique

## Descendants
Les descendants de Eógan comprennent : 
- Hugh O'Neill;
- Felim O'Neill of Kinard;
- Owen Roe O'Neill;
- Patrick O'Neill;
- Hugh Dubh O'Neill (en);
- Hugh McShane O'Neill;
- Conn O'Neill, 1er comte de Tyrone